# Esparta (ciudad moderna)
Esparta (griego: Σπάρτη, Spárti) es un municipio de Laconia, Grecia. Está situada cerca del lugar exacto en el que estuvo ubicada la antigua Esparta. Su población en 2011 era de 35 259 habitantes, de los cuales 17 408 viven en la misma ciudad. En 2010, según el Plan Calícrates, Esparta agrupó bajo su municipio a las localidades de Faris, Karyes, Mistrá, Oinountas, Pellana y Terapne, convirtiéndose en capital de Laconia.

## Historia
En 1834, tras la Guerra de independencia de Grecia, el rey Otón I de Grecia decretó que una ciudad se erigiría en el antiguo lugar ocupado por la Esparta clásica. La ciudad fue diseñada a partir de tres ejes principales con bulevares y parques. Actualmente, Esparta es la capital administrativa de la prefectura griega de Laconia. 
Esparta es el centro de una región agrícola enmarcada en el valle del Eurotas y que tiene como salida natural al mar el histórico puerto de Gitión, que constituye un importante centro turístico de la región. En esta zona radica la principal industria alimentaria, donde se producen cítricos y aceitunas. Su carácter agrario se halla favorecida por su cercanía al mar, beneficiada, en los calurosos meses de verano por las brisas que corren por los valles del Taigeto y del Parnonas.

## Demografía

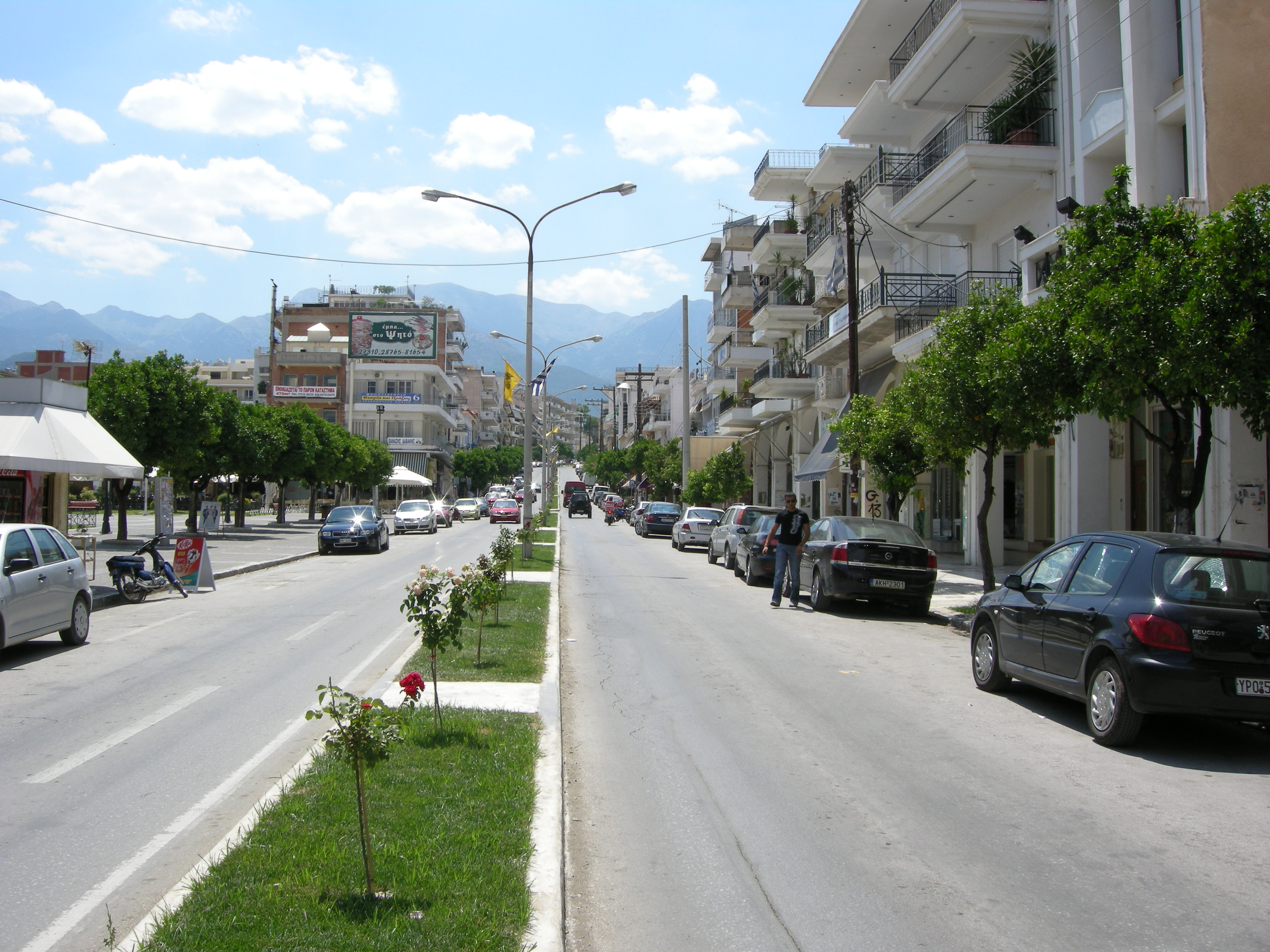
Calle de la moderna Esparta.

| Año  | Población comunal |
| ---- | ----------------- |
| 1961 | 10 412            |
| 1981 | 12 975            |
| 1991 | 13 011            |
| 2001 | 19 567            |
| 2011 | 35 259            |

## Lugares de interés

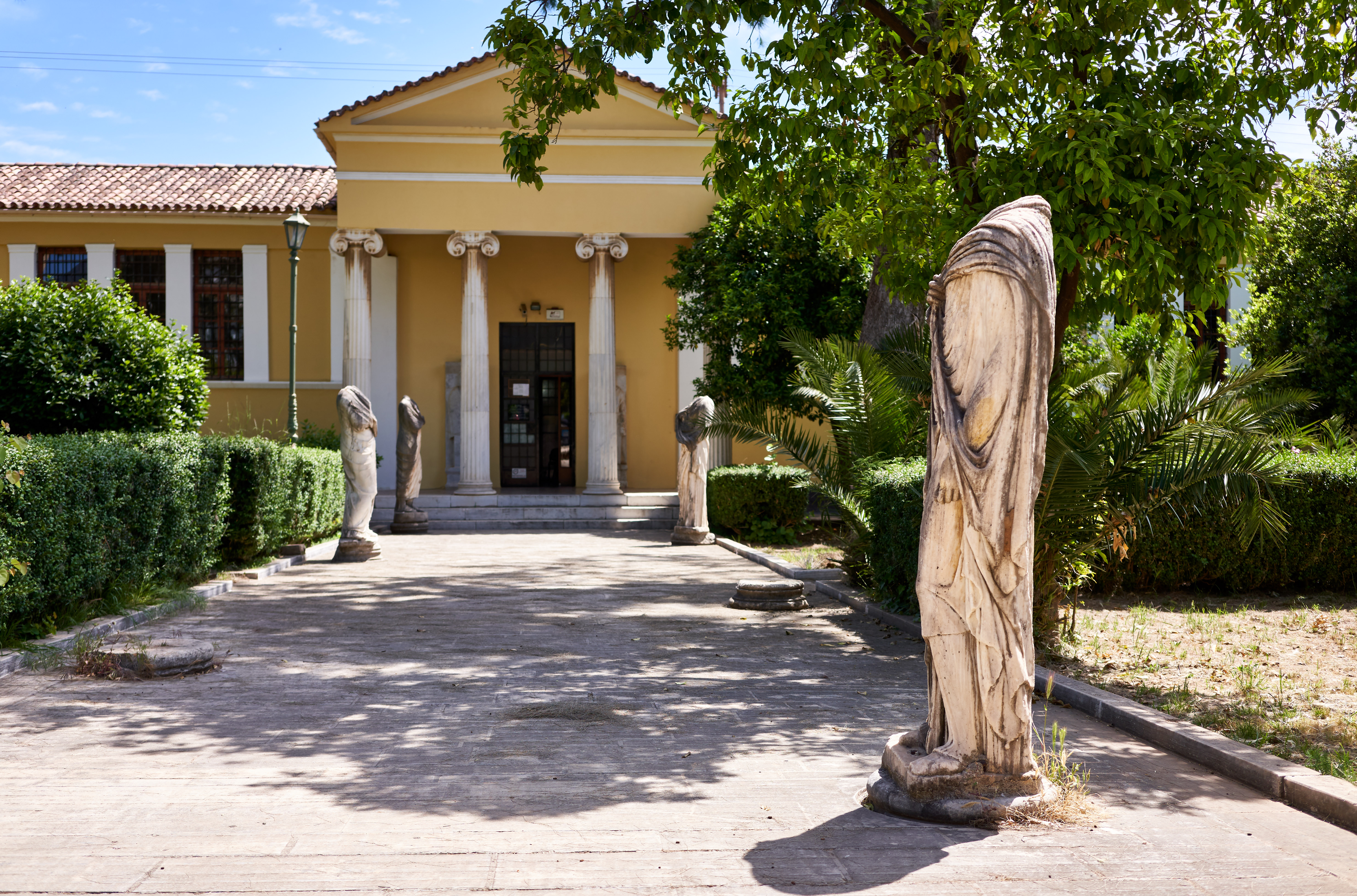
Entrada al Museo Arqueológico de Esparta

En el centro de la ciudad se encuentra el Museo Arqueológico de Esparta y en el extremo noroeste está la tumba de Leónidas I, también conocido como Leonidaion, mientras que la Catedral ortodoxa de la ciudad se encuentra al suroeste. Al norte de la ciudad moderna encontramos las ruinas de la antigua Esparta. Entrando por la puerta sur de la Acrópolis, conocida como Lakedaemonia, está la Rotonda, el Teatro y el Templo de Atenea. Al salir de la Acrópolis por la puerta norte se encuentran los restos de las primeras murallas, la Heroon y el Altar de Licurgo de Esparta, mientras que al este se encuentra el Santuario de Artemisa Ortia.

## Hermanamientos
- Biblos, Líbano
- Niš, Serbia
- Stamford (Connecticut), Estados Unidos
- Catonsville (Maryland), Estados Unidos
- Moreland, Victoria, Australia
- Sopron, Hungría